# آپر بیدینگ
آپر بیدینگ (به انگلیسی: Upper Beeding) یک روستا و محله مدنی در بریتانیا است که در Horsham District واقع شده‌است. آپر بیدینگ ۱۸٫۷۷ کیلومتر مربع مساحت و ۳٬۷۹۸ نفر جمعیت دارد.